# Webgrrls.de
webgrrls.de ist ein 1997 in München gegründetes Netzwerk für Frauen, die in, für und mit digitalen Medien arbeiten. Das Netzwerk dient als Plattform für Wissensvermittlung, Erfahrungsaustausch und Kooperation der beruflichen Weiterentwicklung von Frauen.  Organisiert ist webgrrls.de seit Januar 2001 als eingetragener Verein mit Sitz in München.

## Ziele
Zielgruppe des Frauen-Netzwerks sind weibliche Fach- und Führungskräfte, die mit Neuen Medien arbeiten. Dabei erstreckt sich die berufliche Bandbreite der selbständigen und angestellten Mitglieder von Webdesign, Programmierung, Fotografie und Online-Redaktion über Jura und Coaching bis hin zu Medienkunst.
Grundgedanke des Netzwerks ist die gegenseitige berufliche Förderung über Wissenstransfer, Auftragsvergabe und Herstellen von Kontakten. Der Austausch erfolgt über Mailinglisten, Netzwerkplattformen und soziale Netzwerke wie Facebook, Twitter und Zoom. Außerdem gibt es monatliche Treffen in verschiedenen Regionalgruppen in München, Berlin, Stuttgart und in der virtuellen Regio.

## Geschichte
Die Organisation wurde ab April 1995 mit dem Namen webgrrls in New York durch Aliza Sherman bekannt gemacht, die Gründerin des Medienunternehmens Cybergrrl Inc. lud per E-Mail zu so genannten Webgrrls-Treffen in einem New Yorker Café ein. Sieben Monate später zogen die Treffen der webgrrls New York bereits 200 Frauen aus der Internet-Branche an. So erweckte Sherman das Interesse der Medien und wurde von der Zeitung Newsweek 1996 zu den 50 einflussreichsten Personen im Internet gezählt.
1997 schloss sich die deutsche Online-Marketing-Fachfrau Karin Maria Schertler dieser Gruppe während eines beruflichen Aufenthalts in New York an. Mit ihrer Rückkehr nach München brachte sie im August 1997 die Idee des Webgrrls-Netzwerkens nach München. Den International Webgrrls Day am 22. Oktober nahm sie zum Anlass, mit weiteren Frauen auf der Fachmesse Systems in München die „Webgrrls Deutschland“ zu gründen. 1998 gehörten dem Netzwerk bereits 1300 Frauen an. Newsletter und Mailinglisten ermöglichen die überregionale Kommunikation.
Im Zuge des New-Economy-Booms hatte das Netzwerk nach eigenen Angaben mehr als 10.000 Mitglieder in ganz Deutschland. Damit wuchs der Wunsch des ehrenamtlich engagierten Organisations-Teams nach einer Anpassung der Verwaltung an die gestiegenen organisatorischen Anforderungen in Form eines Vereins.
In der Folge wurde webgrrls.de e.V. nach mehreren Anläufen am 29. Januar 2001 im Vereinsregister München eingetragen. Das Amtsgericht hatte zunächst die Satzung moniert, wonach Mitgliederversammlungen und Vorstandswahlen virtuell erfolgen. Erst nach mehreren Änderungen sowie der Entwicklung eines Wahltools wurde die Satzung vom Gericht genehmigt. Damit ist webgrrls.de der erste Verein in Deutschland, dessen virtuelle Wahlen das Registergericht gesetzmäßig anerkannte.
Nach Einführung der kostenpflichtigen Nutzung 2002 sank die Mitgliederzahl auf 300 angemeldete Mitglieder bis zum Ende des ersten Quartals 2002 und betrug Ende 2006 791 Frauen. Das Alter der Netzakteurinnen lag 2005 schwerpunktmäßig bei Mitte 30 bis um die 40 Jahre.
2004 wurde das Prinzip des Netzwerkens über Mailinglisten von zwei Webgrrls auf dem Fernseh-Bildungskanal BR-alpha unter dem Titel Erfolg vorgestellt.

## Organisation
Webgrrls.de wird von gewählten Vorstandsfrauen in Zusammenarbeit mit den Regionalleiterinnen, dem Presse- und Redaktionsteam und den Koordinatorinnen des Web- und Datenbankteams geführt. Alle Frauen sind berufstätig bzw. selbständige Unternehmerinnen und leisten die Auf- und Ausbauarbeiten am Netzwerk auf ehrenamtlicher Basis. Unterstützung erhalten sie bundesweit von vielen Fachfrauen, die für Teilprojekte und Sonderaufgaben ihr Know-how und ihre Arbeitsleistung zur Verfügung stellen.
Entscheidungsprozesse vollziehen sich über eine „bottom-up“-Struktur. Sie werden auf Mitgliederebene initiiert und von dort bis zur höchsten Instanz, der Vertreterinnenversammlung, weitergeleitet. Dies gewährleistet eine breite Partizipationsmöglichkeit der einzelnen Netzakteurin, führt jedoch zu einer gewissen Starrheit der Struktur hinsichtlich zügiger und unkomplizierter Entscheidungsfindung. Das Netzwerk ist organisatorisch themenspezifisch in Foren und Mailinglisten gegliedert. Regeln für das virtuelle Miteinander entstehen mehrheitlich über Diskussionen auf entsprechenden Seiten.
Das Prinzip „Geben und Nehmen“ – eine konstitutive Bedingung von Communitys – ist bei Webgrrls in den gemeinschaftlichen Regeln verankert. So sind die Mitglieder verpflichtet, Rückäußerungen zu ihren spezifischen Anliegen in Form eines schriftlichen Resümees in das Gesamtnetzwerk einzubringen. Eine Partizipation aller Netzakteurinnen an neuen Informationen soll hierüber sichergestellt werden. Bei der Kommunikation über Mailinglisten wird ein System verwendet, das bereits in der Betreffzeile kenntlich macht, welches Anliegen besteht. Dadurch, dass Fragen, Antworten und Resümees als solche klar gekennzeichnet sind, ist eine rationellere Bearbeitung möglich. Selbstdarstellung erfolgt über die einheitliche Darstellung der einzelnen Mitgliederprofile.
Der Name webgrrls mit zwei rr beschreibt das spanische rollende r. Er bezieht sich auf die Riot Grrrls, die aus der Punkbewegung entstanden sind. Auch nimmt er Bezug auf die Guerilla Girls, eine amerikanische Künstlerinnenbewegung.
Dem geschäftsführenden Vorstand gehören gegenwärtig Sandra Becker, Renate Hermanns und Barbara Gölz an.

## Internationale Verbreitung
Im Jahr 2000 gab es weltweit mehr als 30.000 Mitglieder. Die Gruppe aus den USA hält die Rechte an webgrrls.com. Die niederländische Gruppe nennt sich inzwischen women on the web, die Domain webgrrls.nl wird auf womenontheweb.nl weitergeleitet.

## Aktivitäten
webgrrls.de ist in den Regionalgruppen Berlin, Bayern und Baden-Württemberg und der Virtuellen Regio organisiert.
Im Rahmen des gesellschaftspolitischen Bildungsarbeit bezieht das Netzwerk öffentlich Stellung zu internetspezifischen und frauenpolitisch relevanten Fragestellungen. Unter anderem beteiligen sie sich an den Aktionen zum Equal Pay Day und dem Girls’ Day. Unter dem Motto „.biz+byte“ im Arbeitsalltag hat der Verein 2009 eine bundesweite Tagung an der Johannes Gutenberg-Universität in Mainz organisiert. Den thematischen Schwerpunkt bildete die Auseinandersetzung mit den Chancen und Risiken einer digitalisierten Arbeitswelt, die im Kontext einer Podiumsdiskussion erörtert wurden. Schirmherrin der Tagung war Vera Reiß, Staatssekretärin im Ministerium für Bildung, Wissenschaft, Jugend und Kultur in Rheinland-Pfalz.
Anlässlich des 15-jährigen Bestehens wurde ein neues Veranstaltungskonzept für die webgrrls convention net+work 2012 mit einer Mischung aus traditioneller Konferenz (Vorträge und Podiumsdiskussionen) und der Offenheit eines Barcamps entworfen.

## Mitgliedschaften in Verbänden
- Deutscher Frauenrat
- Stadtbund Münchner Frauenverbände (Regionalgruppe Bayern der webgrrls.de)[22]
- Kompetenzzentrum Technik-Diversity-Chancengleichheit e.V.[23]